# Филипс, Эрик
Филипс, Эрик Луис (Eric Louis Philips) — австралийский полярник и астронавт-участник спонсированной Ван Чунем частной пилотируемой космической миссии Fram2.

## Биография
Филипс, Эрик родился 30 апреля 1962 года в Австралии в Мельбурне. В Университете Южной Австралии он получил диплом преподавателя со степенью бакалавра и позднее диплом магистра в области обучения на свежем воздухе. С тех пор его жизнь связана с полярными исследованиями, полярными путешествиями и полярным туризмом. В лыжных походах он покорил оба полюса Земли. Благодаря своему опыту Филипс разработал новые и высокоэффективные методы передвижения для полярных исследователей и туристов. Для этих целей им изобретены и использованы новые оборудование, инвентарь и материалы. Эрик Филипс — автор книги «Ледяной путь». К тому же он является основателем и директором компании Icetrek Expeditions and Equipment, соучредителем и бывшим президентом Международной ассоциации полярных гидов (IPGA) и соавтором Схемы классификации полярных экспедиций (PECS). В декабре 2023 года, как известный полярный исследователь, Филипс был приглашен присоединиться к организованной и спонсированной Ван Чунем первой космической миссии человека на орбиту над Северным и Южным полюсами Земли — Fram2.
Частная миссия Fram2, в которой Эрик Филипс получил статус специалиста полета и врача, продолжительностью 3 суток 14 часов 33 минуты была реализована на многоразовом космическом корабле Crew Dragon Resilience в период с 1-го по 4-е апреля 2025 года. Это был первый пилотируемый космический полет по полярной орбите Земли. Во время полета экипаж провел 22 эксперимента, включая первые медицинские рентгеновские снимки, сделанные на орбите.